# Armada de México
Armada de México – marynarka wojenna Meksyku, część sił zbrojnych tego państwa.
Zadaniami marynarki Meksyku jest głównie patrolowanie strefy ekonomicznej państwa i ochrona rybołówstwa. Działa na dwóch oddzielnych obszarach: dzieli się na Siły Morskie Zatoki (Fuerza Naval del Golfo) w Zatoce Meksykańskiej i Siły Morskie Pacyfiku (Fuerza Naval del Pacifico), obejmujące odpowiednio trzy i cztery regiony morskie. Podlega Sekretariatowi Marynarki Wojennej (hiszp. Secretariá de Marina, SEMAR).

## Historia

### XIX wiek
Meksyk nigdy w swojej historii nie posiadał silnej marynarki wojennej, która miałaby ambicje skutecznego przeciwstawiania się sąsiednim państwom obu Ameryk, biorąc pod uwagę wielkość kraju. Mimo to, od początku XIX wieku utrzymywał niewielką liczbę okrętów, które brały udział w potyczkach podczas wojen z Hiszpanią, Teksasem i Stanami Zjednoczonymi Ameryki. Działały one głównie w obrębie Zatoki Meksykańskiej. Wśród okrętów meksykańskich tego okresu była bocznokołowa fregata „Guadalupe”, będąca drugim żelaznym okrętem na świecie, która wzięła udział w potyczce pod Campeche w 1843 roku, zakończonym taktycznym zwycięstwem okrętów marynarki teksańskiej. Marynarka odgrywała niewielkie znaczenie podczas walk rewolucji meksykańskiej (1910-19), rozgrywanych głównie na lądzie.
W drugiej połowie XIX wieku marynarka Meksyku składała się głównie z kilku niewielkich kanonierek, Jej pierwszym większym okrętem stał się niewielki nieopancerzony krążownik „Zaragosa” z 1891 roku z artylerią kalibru 120 mm.

### Początek XX wieku

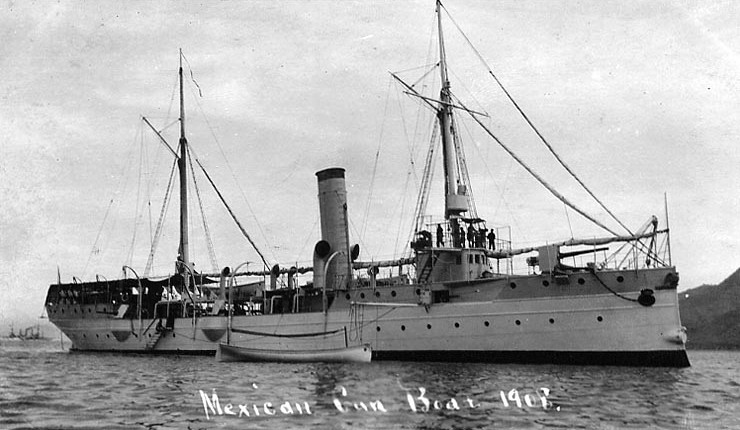
Kanonierka „Tampico” z początku XX w.

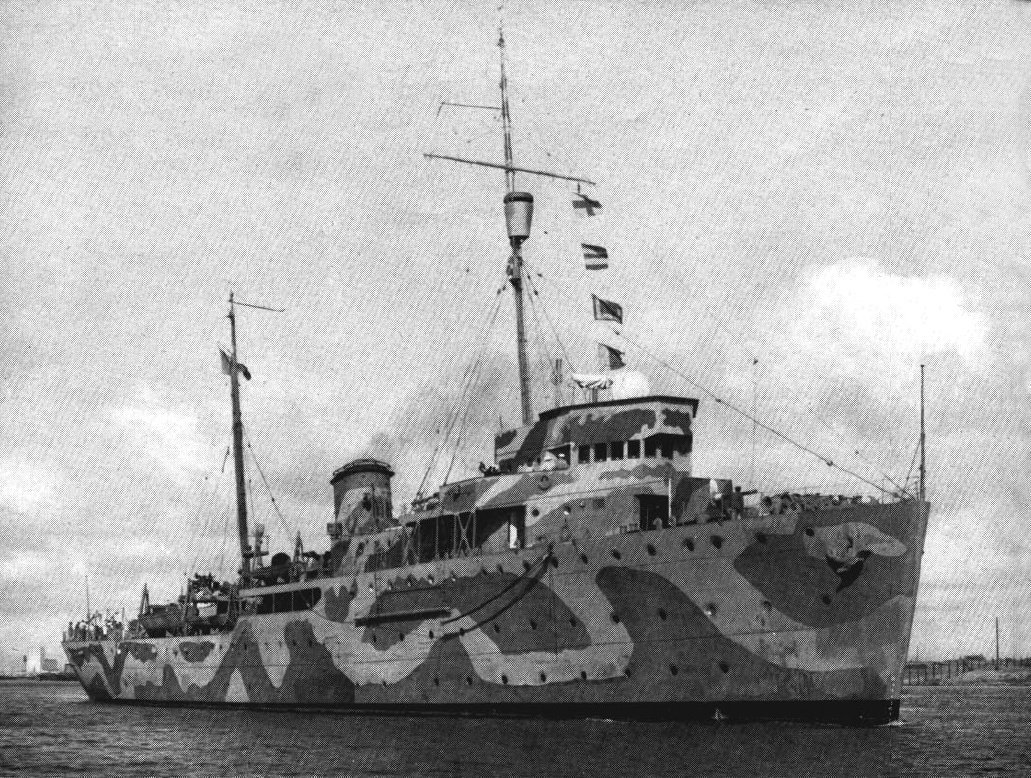
Kanonierka – transportowiec „Durango” w latach II wojny św.

Na początku XX wieku marynarka wzbogaciła się o pięć dużych kanonierek, lecz ich działa nie przekraczały kalibru 102 mm. Niektóre mogły także transportować żołnierzy i unikalną cechą meksykańskiej marynarki następnie stało się zamawianie uniwersalnych okrętów o zwiększonych możliwościach transportowych. Pierwszy z nich – zbudowany w 1908 roku „General Guerrero”, określany w literaturze jako krążownik – transportowiec, mógł przewozić 550 żołnierzy z końmi i armatami. Jedynym większym nabytkiem w latach 20. i na długi czas największym okrętem meksykańskim stał się przestarzały brazylijski pancernik obrony wybrzeża „Anáhuac” budowy francuskiej, wycofany już w 1938 roku.
Na początku lat 30. Meksyk nawiązał współpracę gospodarczą z republikańską Hiszpanią, co doprowadziło do ograniczonej modernizacji jego marynarki. W Hiszpanii zbudowano trzy nowoczesne kanonierki (eskortowce) typu Guanajuato, kanonierkę – transportowiec „Durango” (druga została zarekwirowana przez frankistów podczas wojny domowej) oraz 10 małych patrolowców typu G. Kanonierki te okazały się udane i  długowieczne, służąc 40 lub więcej lat. Okręty te i jedna starsza kanonierka „Nicolas Bravo” oraz trzy trawlery stanowiły całość okrętów bojowych Meksyku podczas II wojny światowej. W 1940 roku personel marynarki liczył tylko 1917 ludzi, w tym 436 oficerów. Meksyk przystąpił do wojny przeciw państwom Osi w maju 1942 roku, lecz rola jego niewielkiej marynarki ograniczała się do patrolowania w strefie przybrzeżnej Morza Karaibskiego.

### Po II wojnie światowej
Po wojnie marynarka Meksyku podlegała stałej rozbudowie, przez pierwsze cztery dekady głównie w oparciu o używane amerykańskie okręty z nadwyżek wojennych. Jej głównym zadaniem stało się patrolowanie strefy ekonomicznej, w tym ochrona rybołówstwa przed nielegalnymi połowami, a następnie także ochrona platform wiertniczych i zwalczanie przemytu narkotyków, co przełożyło się na wyposażenie głównie w liczne okręty patrolowe i eskortowe. Pierwszym dużym wzmocnieniem były otrzymane w 1947 roku cztery fregaty typu Tacoma, pięć eskortowców typu PCE i dziewięć ścigaczy okrętów podwodnych typu PC. W latach 60. marynarka nabyła sześć szybkich transportowców budowy wojennej, używanych jako okręty patrolowe, oraz partię trałowców typu Admirable, wykorzystywanych też jako korwety. W 1970 roku marynarka nabyła swoje pierwsze niszczyciele: „Cuathemoc” i „Cuitlahuac” wojennego typu Fletcher, a w 1973 roku jeszcze jeden niszczyciel eskortowy i partię trałowców (korwet) typu Auk. Marynarka wzbogaciła się w tej dekadzie także o liczne kutry patrolowe, przede wszystkim typu Azteca, w tym budowane w Meksyku. W 1975 roku marynarka liczyła 11 000 personelu, łącznie z piechotą morską. Marynarka Meksyku posiadała też nieliczne lotnictwo morskie, składające się w 1975 roku z łodzi latających PBY Catalina i lekkich śmigłowców.

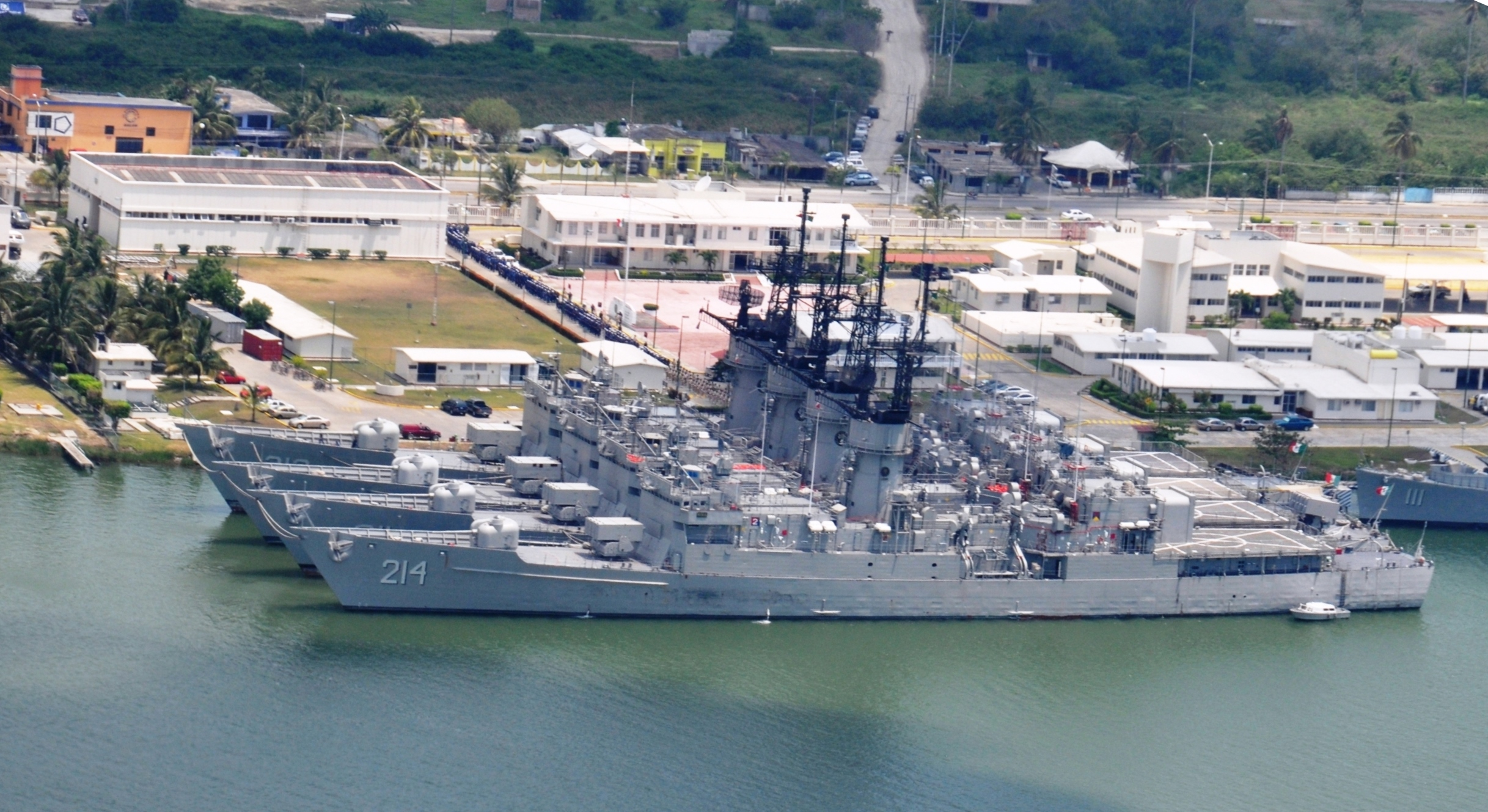
Meksykańskie fregaty typu Knox z końca XX w.

W 1982 roku marynarka otrzymała dwa kolejne niszczyciele zmodernizowanego amerykańskiego wojennego typu Gearing, które wprowadziły uzbrojenie w rakietotorpedy ASROC przeciw okrętom podwodnym. W tym czasie też Meksyk zakupił pierwsze po wojnie nowo zbudowane większe okręty: sześć hiszpańskich korwet patrolowych typu Uribe (Halcon), przenoszących śmigłowiec, uzupełnione w następnej dekadzie przez cztery zbudowane w kraju ulepszonego typu Holzinger (Aguila). Do 1986 roku liczebność personelu marynarki wzrosła do 23 632, w tym 3810 piechoty morskiej, a w 1996 roku – do 42 tysięcy, w tym aż 12 tysięcy rozbudowanej piechoty morskiej. W 1993 roku marynarka otrzymała dwie trzydziestoletnie, lecz nowocześniejsze od dotychczas przekazywanych okrętów, amerykańskie fregaty typu Bronstein. 

### XXI wiek

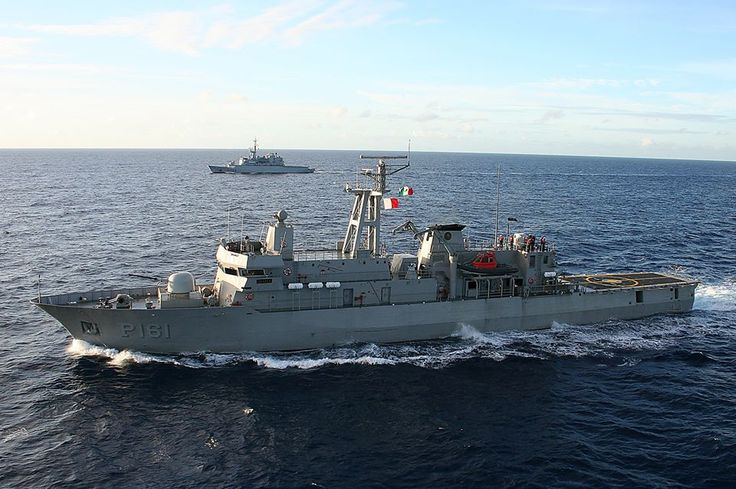
Korweta „Oaxaca” z początku XXI w.

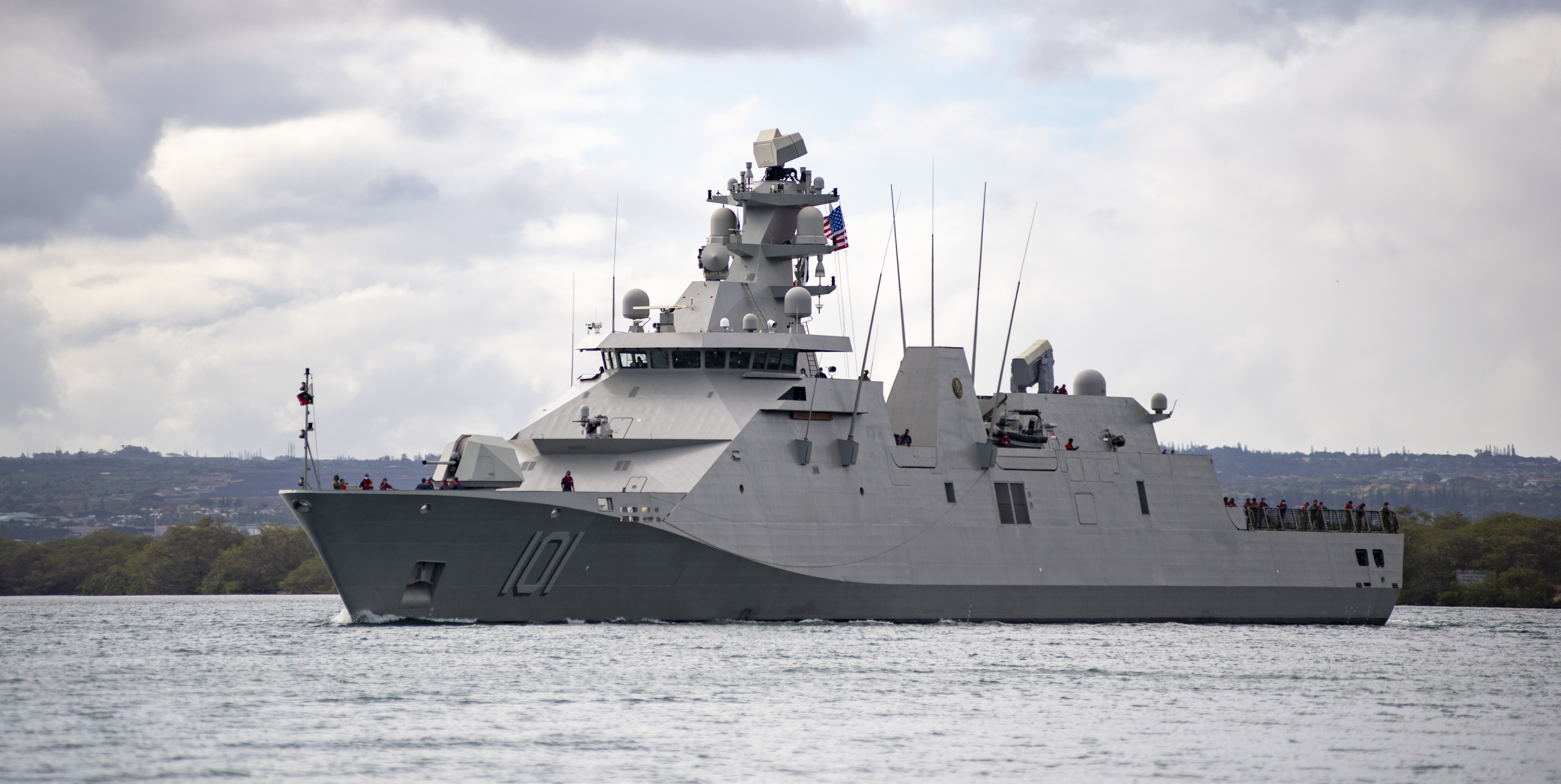
Fregata „Benito Juárez” z 2020

Między 1998 a 2002 roku do marynarki Meksyku wcielono cztery amerykańskie fregaty typu Knox, które stały się jej okrętami o największej wartości bojowej, mimo wieku około 30 lat i usunięcia części systemów uzbrojenia. Pierwsza z nich („Ignacio Allende”) stała się pierwszym meksykańskim okrętem uzbrojonym w pociski przeciwlotnicze (pozostałe nie miały wyrzutni przeciwlotniczych). Pod koniec lat 90. wcielono także cztery zbudowane w kraju nowoczesne oceaniczne okręty patrolowe (korwety) typu Sierra, o formie kadłuba zmniejszającej odbicie radiolokacyjne, a następnie na początku XXI wieku cztery typu Durango i osiem typu Oaxaca, budowanych do drugiej dekady wieku. W 2004 roku Meksyk zakupił ponadto do ochrony pól naftowych Campeche dwa izraelskie kutry rakietowe typu Saar 4,5 („Huracán” i „Tormenta”), będące jego pierwszymi okrętami uderzeniowymi z rakietami przeciwokrętowymi. Marynarka Meksyku ponadto od lat 90. nabyła liczne nowe mniejsze okręty lub kutry patrolowe kilku typów, a także dwa amerykańskie trzydziestoletnie okręty desantowe typu Newport. Jednocześnie marynarka podlegała dalszemu rozrostowi kadrowemu i w 2016 roku liczyła 55 644 personelu służby stałej, w tym 18 000 piechoty morskiej i 1114 lotnictwa. 
Współczesna marynarka Meksyku, na początku lat 20. XXI wieku opierała się na 34 oceanicznych okrętach patrolowych (od typu Auk do Oaxaca) i 25 przybrzeżnych okrętach patrolowych. W 2020 roku do służby weszła nowoczesna fregata „Benito Juárez” holenderskiego projektu (wyporność 2850 ton), oficjalnie klasyfikowana jako oceaniczny okręt patrolowy dalekiego zasięgu, lecz budowę drugiego okrętu odroczono. Do tego czasu stare poamerykańskie fregaty utraciły sprawność, pozostając w składzie floty. Ocenia się, że prawie 80% działań marynarki Meksyku stanowią funkcje straży przybrzeżnej, w tym poszukiwanie i ratownictwo oraz walka z przestępczością.
Lotnictwo morskie Meksyku składa się z 17 eskadr, podlegających dowództwom regionów morskich. Na wyposażeniu ma głównie lekkie samoloty, a do zadań patrolowych służyło w 2022 roku sześć Airbus CN235-300MPA i cztery Beechcraft King Air 350ER, wyposażonych w radar. Posiada również liczne śmigłowce, w tym UH-60M Black Hawk, Mi-17,  AS565 Panther.